# Coppa Davis 1988
La Coppa Davis 1988 è stata la 77ª edizione del massimo torneo riservato alle nazionali maschili di tennis. Vi hanno partecipato 74 nazioni. A partire da quest'anno le zone sono divise in 2 gruppi con promozione e retrocessione tra i gruppi. La zona dell'est è stata rinominata in zona Zona Asia/Oceania. Nella finale disputata dal 16 al 18 dicembre al Scandinavium di Göteborg in Svezia, la Germania dell'Ovest ha battuto la Svezia.

## Gruppo mondiale
| Squadre partecipanti | Squadre partecipanti | Squadre partecipanti | Squadre partecipanti |
| Australia            | Brasile              | Cecoslovacchia       | Danimarca            |
| Francia              | India                | Israele              | Italia               |
| Messico              | Nuova Zelanda        | Paraguay             | Spagna               |
| Svezia               | Svizzera             | Germania Ovest       | Jugoslavia           |
| -------------------- | -------------------- | -------------------- | -------------------- |

### Tabellone
|  | Primo turno 5-7 febbraio                      | Primo turno 5-7 febbraio | Primo turno 5-7 febbraio                            |                                       |                | Quarti di finale 8-10 aprile | Quarti di finale 8-10 aprile                     | Quarti di finale 8-10 aprile |   |  | Semifinali 22-24 luglio | Semifinali 22-24 luglio         | Semifinali 22-24 luglio |   |  | Finale 16-18 dicembre | Finale 16-18 dicembre | Finale 16-18 dicembre |
|  |                                               |                          |                                                     |                                       |                |                              |                                                  |                              |   |  |                         |                                 |                         |   |  |                       |                       |                       |
|  | Gävle, Svezia (Sintetico indoor)              |                          |                                                     |                                       |                |                              |                                                  |                              |   |  |                         |                                 |                         |   |  |                       |                       |                       |
|  |                                               | Svezia                   | 5                                                   |                                       |                |                              |                                                  |                              |   |  |                         |                                 |                         |   |  |                       |                       |                       |
|  |                                               | Svezia                   | 5                                                   | Norrköping, Svezia (Sintetico indoor) |                |                              |                                                  |                              |   |  |                         |                                 |                         |   |  |                       |                       |                       |
|  |                                               | Nuova Zelanda            | 0                                                   |                                       |                |                              |                                                  |                              |   |  |                         |                                 |                         |   |  |                       |                       |                       |
|  |                                               | Nuova Zelanda            | 0                                                   |                                       | Svezia         | 3                            |                                                  |                              |   |  |                         |                                 |                         |   |  |                       |                       |                       |
|  | Praga, Cecoslovacchia (Sintetico indoor)      |                          |                                                     |                                       | Svezia         | 3                            |                                                  |                              |   |  |                         |                                 |                         |   |  |                       |                       |                       |
|  |                                               |                          | Cecoslovacchia                                      | 2                                     |                |                              |                                                  |                              |   |  |                         |                                 |                         |   |  |                       |                       |                       |
|  |                                               | Cecoslovacchia           | Cecoslovacchia                                      | 2                                     | 5              |                              |                                                  |                              |   |  |                         |                                 |                         |   |  |                       |                       |                       |
|  |                                               | Cecoslovacchia           |                                                     |                                       | 5              |                              | Båstad, Svezia (Terra)                           |                              |   |  |                         |                                 |                         |   |  |                       |                       |                       |
|  |                                               | Paraguay                 | 0                                                   |                                       |                |                              |                                                  |                              |   |  |                         |                                 |                         |   |  |                       |                       |                       |
|  |                                               |                          |                                                     |                                       |                |                              |                                                  | Svezia                       | 4 |  |                         |                                 |                         |   |  |                       |                       |                       |
|  | Città del Messico, Messico (Terra)            |                          |                                                     |                                       |                |                              |                                                  | Svezia                       | 4 |  |                         |                                 |                         |   |  |                       |                       |                       |
|  |                                               |                          | Francia                                             | 1                                     |                |                              |                                                  |                              |   |  |                         |                                 |                         |   |  |                       |                       |                       |
|  |                                               | Australia                | Francia                                             | 1                                     | 3              |                              |                                                  |                              |   |  |                         |                                 |                         |   |  |                       |                       |                       |
|  |                                               | Australia                | Clermont-Ferrand, Francia (Terra indoor)            |                                       | 3              |                              |                                                  |                              |   |  |                         |                                 |                         |   |  |                       |                       |                       |
|  |                                               | Messico                  | 2                                                   |                                       |                |                              |                                                  |                              |   |  |                         |                                 |                         |   |  |                       |                       |                       |
|  |                                               | Messico                  | 2                                                   |                                       | Australia      | 0                            |                                                  |                              |   |  |                         |                                 |                         |   |  |                       |                       |                       |
|  | Basilea, Svizzera (Sintetico indoor)          |                          |                                                     |                                       | Australia      | 0                            |                                                  |                              |   |  |                         |                                 |                         |   |  |                       |                       |                       |
|  |                                               |                          | Francia                                             | 5                                     |                |                              |                                                  |                              |   |  |                         |                                 |                         |   |  |                       |                       |                       |
|  |                                               | Francia                  | Francia                                             | 5                                     | 4              |                              |                                                  |                              |   |  |                         |                                 |                         |   |  |                       |                       |                       |
|  |                                               | Francia                  |                                                     |                                       | 4              |                              |                                                  |                              |   |  |                         | Göteborg, Svezia (Terra indoor) |                         |   |  |                       |                       |                       |
|  |                                               | Svizzera                 | 1                                                   |                                       |                |                              |                                                  |                              |   |  |                         |                                 |                         |   |  |                       |                       |                       |
|  |                                               |                          |                                                     |                                       |                |                              |                                                  |                              |   |  |                         |                                 | Svezia                  | 1 |  |                       |                       |                       |
|  | Essen, Germania dell'Ovest (Sintetico indoor) |                          |                                                     |                                       |                |                              |                                                  |                              |   |  |                         |                                 | Svezia                  | 1 |  |                       |                       |                       |
|  |                                               |                          | Germania Ovest                                      | 4                                     |                |                              |                                                  |                              |   |  |                         |                                 |                         |   |  |                       |                       |                       |
|  |                                               | Brasile                  | Germania Ovest                                      | 4                                     | 0              |                              |                                                  |                              |   |  |                         |                                 |                         |   |  |                       |                       |                       |
|  |                                               | Brasile                  | Francoforte, Germania dell'Ovest (Sintetico indoor) |                                       | 0              |                              |                                                  |                              |   |  |                         |                                 |                         |   |  |                       |                       |                       |
|  |                                               | Germania Ovest           | 5                                                   |                                       |                |                              |                                                  |                              |   |  |                         |                                 |                         |   |  |                       |                       |                       |
|  |                                               | Germania Ovest           | 5                                                   |                                       | Germania Ovest | 5                            |                                                  |                              |   |  |                         |                                 |                         |   |  |                       |                       |                       |
|  | Aarhus, Danimarca (Sintetico indoor)          |                          |                                                     |                                       | Germania Ovest | 5                            |                                                  |                              |   |  |                         |                                 |                         |   |  |                       |                       |                       |
|  |                                               |                          | Danimarca                                           | 0                                     |                |                              |                                                  |                              |   |  |                         |                                 |                         |   |  |                       |                       |                       |
|  |                                               | Danimarca                | Danimarca                                           | 0                                     | 3              |                              |                                                  |                              |   |  |                         |                                 |                         |   |  |                       |                       |                       |
|  |                                               | Danimarca                |                                                     |                                       | 3              |                              | Dortmund, Germania dell'Ovest (Sintetico indoor) |                              |   |  |                         |                                 |                         |   |  |                       |                       |                       |
|  |                                               | Spagna                   | 2                                                   |                                       |                |                              |                                                  |                              |   |  |                         |                                 |                         |   |  |                       |                       |                       |
|  |                                               |                          |                                                     |                                       |                |                              |                                                  | Germania Ovest               | 5 |  |                         |                                 |                         |   |  |                       |                       |                       |
|  | Palermo, Italia (Terra)                       |                          |                                                     |                                       |                |                              |                                                  | Germania Ovest               | 5 |  |                         |                                 |                         |   |  |                       |                       |                       |
|  |                                               |                          | Jugoslavia                                          | 0                                     |                |                              |                                                  |                              |   |  |                         |                                 |                         |   |  |                       |                       |                       |
|  |                                               | Italia                   | Jugoslavia                                          | 0                                     | 4              |                              |                                                  |                              |   |  |                         |                                 |                         |   |  |                       |                       |                       |
|  |                                               | Italia                   | Belgrado, Jugoslavia (Sintetico indoor)             |                                       | 4              |                              |                                                  |                              |   |  |                         |                                 |                         |   |  |                       |                       |                       |
|  |                                               | Israele                  | 1                                                   |                                       |                |                              |                                                  |                              |   |  |                         |                                 |                         |   |  |                       |                       |                       |
|  |                                               | Israele                  | 1                                                   |                                       | Italia         | 1                            |                                                  |                              |   |  |                         |                                 |                         |   |  |                       |                       |                       |
|  | Nuova Delhi, India (erba)                     |                          |                                                     |                                       | Italia         | 1                            |                                                  |                              |   |  |                         |                                 |                         |   |  |                       |                       |                       |
|  |                                               |                          | Jugoslavia                                          | 4                                     |                |                              |                                                  |                              |   |  |                         |                                 |                         |   |  |                       |                       |                       |
|  |                                               | Jugoslavia               | Jugoslavia                                          | 4                                     | 3              |                              |                                                  |                              |   |  |                         |                                 |                         |   |  |                       |                       |                       |
|  |                                               | Jugoslavia               |                                                     |                                       | 3              |                              |                                                  |                              |   |  |                         |                                 |                         |   |  |                       |                       |                       |
|  |                                               | India                    | 2                                                   |                                       |                |                              |                                                  |                              |   |  |                         |                                 |                         |   |  |                       |                       |                       |

### Finale
| Svezia 1 | Scandinavium, Göteborg, Svezia 16-18 dicembre 1988 Terra (indoor) | Scandinavium, Göteborg, Svezia 16-18 dicembre 1988 Terra (indoor) | Germania Ovest 4 |     |     |     |     |     |
| \| \| \| \| 1 \| 2 \| 3 \| 4 \| 5 \| \| \| - \| \| ------------------------------------------------------- \| ---- \| --- \| --- \| --- \| --- \| --- \| \| 1 \| \| Mats Wilander Carl-Uwe Steeb \| 10 8 \| 6 1 \| 2 6 \| 4 6 \| 6 8 \| \| \| 2 \| \| Stefan Edberg Boris Becker \| 3 6 \| 1 6 \| 4 6 \| \| \| \| \| 3 \| \| Stefan Edberg / Anders Järryd Boris Becker / Eric Jelen \| 6 2 \| 6 3 \| 5 7 \| 3 6 \| 2 6 \| \| \| 4 \| \| Stefan Edberg Carl-Uwe Steeb \| 6 4 \| 8 6 \| \| \| \| \| \| 5 \| \| Kent Carlsson Patrik Kühnen \| \| \| \| \| \| w/o \| |                                                                   |                                                                   |                  |     |     |     |     |     |
| |                                                                   |                                                                   | 1                | 2   | 3   | 4   | 5   |     |
| 1 | Svezia (bandiera) · Germania Ovest (bandiera)                     | Mats Wilander Carl-Uwe Steeb                                      | 10 8             | 6 1 | 2 6 | 4 6 | 6 8 |     |
| 2 | Svezia (bandiera) · Germania Ovest (bandiera)                     | Stefan Edberg Boris Becker                                        | 3 6              | 1 6 | 4 6 |     |     |     |
| 3 | Svezia (bandiera) · Germania Ovest (bandiera)                     | Stefan Edberg / Anders Järryd Boris Becker / Eric Jelen           | 6 2              | 6 3 | 5 7 | 3 6 | 2 6 |     |
| 4 | Svezia (bandiera) · Germania Ovest (bandiera)                     | Stefan Edberg Carl-Uwe Steeb                                      | 6 4              | 8 6 |     |     |     |     |
| 5 | Svezia (bandiera) · Germania Ovest (bandiera)                     | Kent Carlsson Patrik Kühnen                                       |                  |     |     |     |     | w/o |

## Turno di qualificazione al Gruppo Mondiale
Date: 8-10 aprile
| Città                                  | Squadra ospitante | Punteggio | Squadra ospite |
| -------------------------------------- | ----------------- | --------- | -------------- |
|                                        | Israele           | w/o       | India          |
| Murcia, Spagna (Terra)                 | Spagna            | 5-0       | Brasile        |
| San Gallo, Svizzera (Sintetico indoor) | Svizzera          | 2-3       | Messico        |
| Asunción, Paraguay (Cemento)           | Paraguay          | 4-1       | Nuova Zelanda  |

- Israele, Messico, Paraguay e Spagna rimangono nel Gruppo Mondiale della Coppa Davis 1989.
- Brasile (AME), India (EAS), Nuova Zelanda (EAS) e Svizzera (EUR) retrocesse nel Gruppo I della Coppa Davis 1989.

## Zona Americana

### Gruppo I
Squadre partecipanti
- Argentina
- Canada
- Cile — retrocessa nel Gruppo II della Coppa Davis 1989
- Ecuador
- Perù
- Stati Uniti — promossa al Gruppo Mondiale della Coppa Davis 1989

### Gruppo II
Squadre partecipanti
- Bolivia
- Colombia
- Cuba
- Giamaica
- Haiti
- Uruguay — promossa al Gruppo I della Coppa Davis 1989
- Venezuela

## Zona Asia/Oceania

### Gruppo I
Squadre partecipanti
- Cina
- Corea del Sud
- Filippine
- Giappone
- Indonesia — promossa al Gruppo Mondiale della Coppa Davis 1989
- Thailandia — retrocessa nel Gruppo II della Coppa Davis 1989

### Gruppo II
Squadre partecipanti
- Arabia Saudita
- Bangladesh
- Hong Kong — promossa al Gruppo I (turno preliminare) della Coppa Davis 1989
- Iraq
- Malaysia
- Pakistan
- Singapore
- Siria
- Sri Lanka
- Taipei cinese

## Zona Europea

### Gruppo I
Squadre partecipanti
- Austria — promossa al Gruppo Mondiale della Coppa Davis 1989
- Belgio — retrocessa nel Gruppo II della Coppa Davis 1989
- Bulgaria — retrocessa nel Gruppo II della Coppa Davis 1989
- Finlandia
- Nigeria
- Paesi Bassi
- Portogallo
- Regno Unito
- Romania
- Senegal
- Ungheria
- Unione Sovietica — promossa al Gruppo Mondiale della Coppa Davis 1989

### Gruppo II

#### Zona africana
Squadre partecipanti
- Algeria
- Camerun
- Costa d'Avorio
- Egitto
- Ghana
- Kenya
- Marocco
- Tunisia
- Zimbabwe — promossa al Gruppo I della Coppa Davis 1989

#### Zona europea
Squadre partecipanti
- Cipro
- Grecia
- Irlanda — promossa al Gruppo I della Coppa Davis 1989
- Lussemburgo
- Malta
- Monaco
- Norvegia
- Polonia
- Turchia